# لیکوی (تگزاس)
لیکوی، تگزاس(به انگلیسی: Lakeway, Texas) شهری در ایالت تگزاس از ایالات جنوبی ایالات متحده آمریکا است. در سرشماری سال ۲۰۰۰، جمعیت این شهر ۸۰۰۲ نفر اعلام شد.